# Frehley's Comet (musikalbum)
Frehley's Comet är ett musikalbum av Ace Frehley, utgivet den 7 juli 1987. Det är Frehleys första skiva sedan han lämnade KISS i december 1982. På plattan medverkar Anton Fig som spelade på Ace Frehley (1978), Dynasty (1979) och Unmasked (1980).

## Låtlista
1. "Rock Soldiers" - (Ace Frehley/Chip Taylor) – 5:05
2. "Breakout" - (Frehley, Richie Scarlet, Eric Carr) – 3:38
3. "Into the Night" - (Russ Ballard) – 4:12
4. "Something Moved" - (Tod Howarth) – 4:02
5. "We Got Your Rock" - (Frehley/Marty Kupersmith) – 4:12
6. "Love Me Right" - (Frehley/Ira Schickman) – 3:54
7. "Calling to You" - (Frehley/Howarth/Kevin Russel/Jim McClarty) – 4:20
8. "Dolls" - (Frehley) – 3:28
9. "Stranger in a Strange Land" - (Frehley) – 4:02
10. "Fractured Too (instrumental)" - (Frehley/John Regan) – 4:14

Into the Night hamnade på plats 27 på Billboards lista Hot Mainstream Rock Tracks. Den är skriven av Russ Ballard som även skrev New York Groove som kom på Ace Frehleys första soloplatta 1978. Calling to You skrevs av Tod Howarth till hans band 707 som han då tog med sig till Frehley's Comet. Den var mer eller mindre klar när Frehley's Comet fick den men några justeringar gjordes. Rock Soldiers är skriven av Ace Frehley och Chip Taylor. Låten handlar om en mycket allvarlig bilkrasch Frehley var med om 1983. Denna blev en av Frehleys främsta låtar från hans solokarriär. En video spelades in i Toronto.

## Medverkande
- Ace Frehley - gitarr, sång och bakgrundssång
- Tod Howarth - keyboard, sång och bakgrundssång
- John Regan - elbas och bakgrundssång
- Anton Fig - trummor och slagverk

Frehleys dotter Monique Frehley (född 1980) medverkar med sång på låten Dolls.